# Pastorála

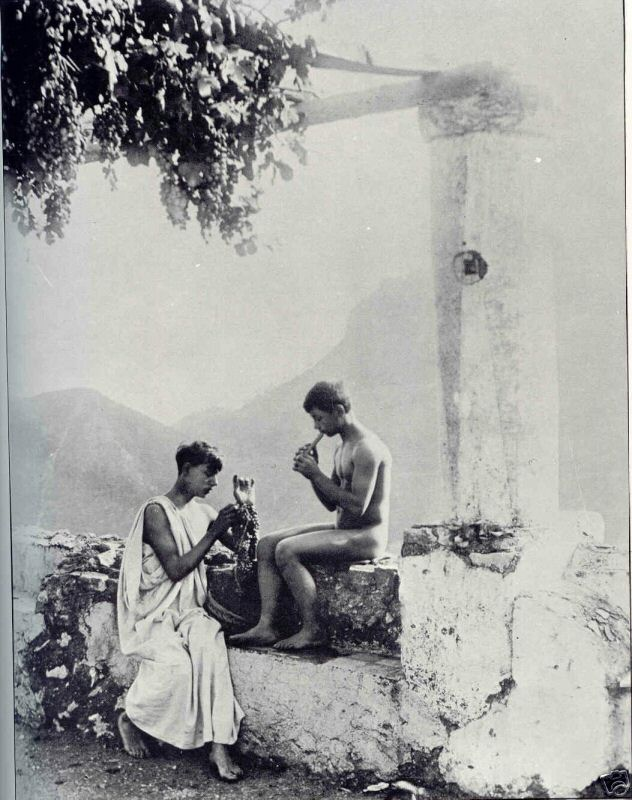
Wilhelm von Gloeden: Pastorální idyla, asi 1902, žánrová fotografie

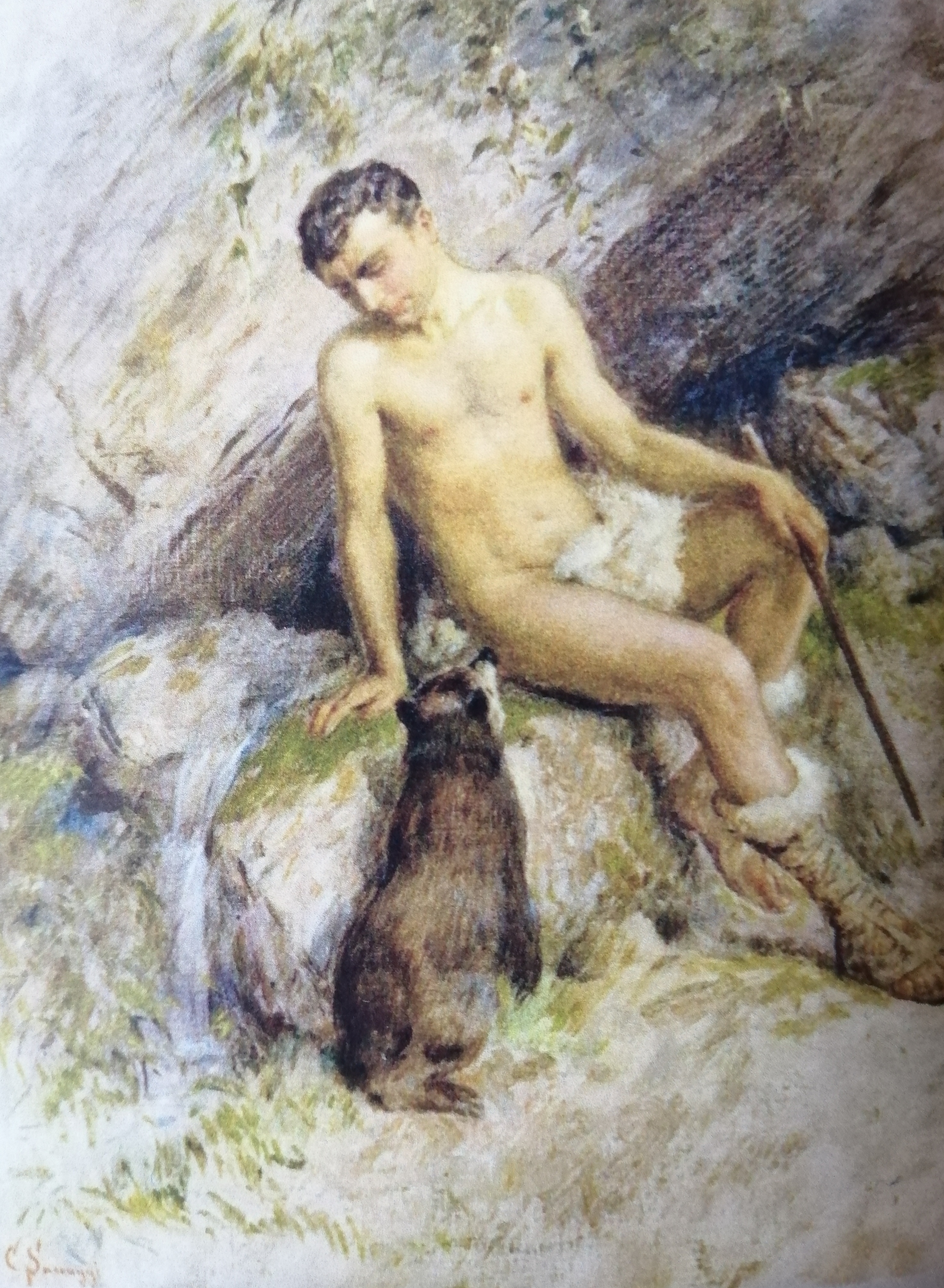
"Pastýř z Arcadie", dílo Cesare Saccaggiho z Tortony

Pastorála nebo také pastorela (z latinského pastor, pastýř) je prozaický, poetický, hudební či literárně dramatický útvar námětově čerpající z klidného venkovského, nejčastěji pastýřského života, někdy doplněného klasickými milostnými náměty.

## Pastorála jako literární žánr
Pojem pastorála se mnohdy používá jako synonymum pro idylu nebo pro bukolickou poezii vůbec. V jiných poetických systémech je však tento název vyhražen pouze pro objemnější idylické formy dramatické nebo prozaické.

## Pastorela jako hudební forma
Pastorela je drobná kantáta s lidovou vánoční tematikou, typická pro českou hudební kulturu. Jejich tvorbě se věnovali zejména venkovští kantoři, např. Jakub Jan Ryba (např. Rozmilý slavíčku), Jiří Ignác Linek (např. Pastorella iucunda) či Tomáš Norbert Koutník (např. Hej, hej, jeden i druhej). Skládají se z více částí, sólových či sborových; kromě varhan zpravidla spoluúčinkuje orchestr. Pro pastorely je charakteristická homofonní sazba, ale v Koutníkově pastorele Hej, hej, jeden i druhej se setkáme s pozoruhodným sborovým fugatem. Slavná Česká mše vánoční J. J. Ryby má sice jednotlivé části nazvány podle mešního cyklu, ale dominují tu prvky pastorel (český text o výpravě pastýřů do Betléma a tomu odpovídající zhudebnění).
V oblasti hudby se také často setkáme s adjektivem pastorální, odkazujícím k pastýřské či venkovské tematice či atmosféře (např. Symfonie č. 6 F dur "Pastorální" Ludwiga van Beethovena).